# سو هالووی
سو هالووی (انگلیسی: Sue Holloway؛ زادهٔ ۱۹ مهٔ ۱۹۵۵) ورزشکار اهل کانادا است.
وی در مسابقات کشوری و بین‌المللی در مجموع برندهٔ ۱ مدال نقره، ۱ مدال برنز شده‌است.